# شارل دو لکلوز

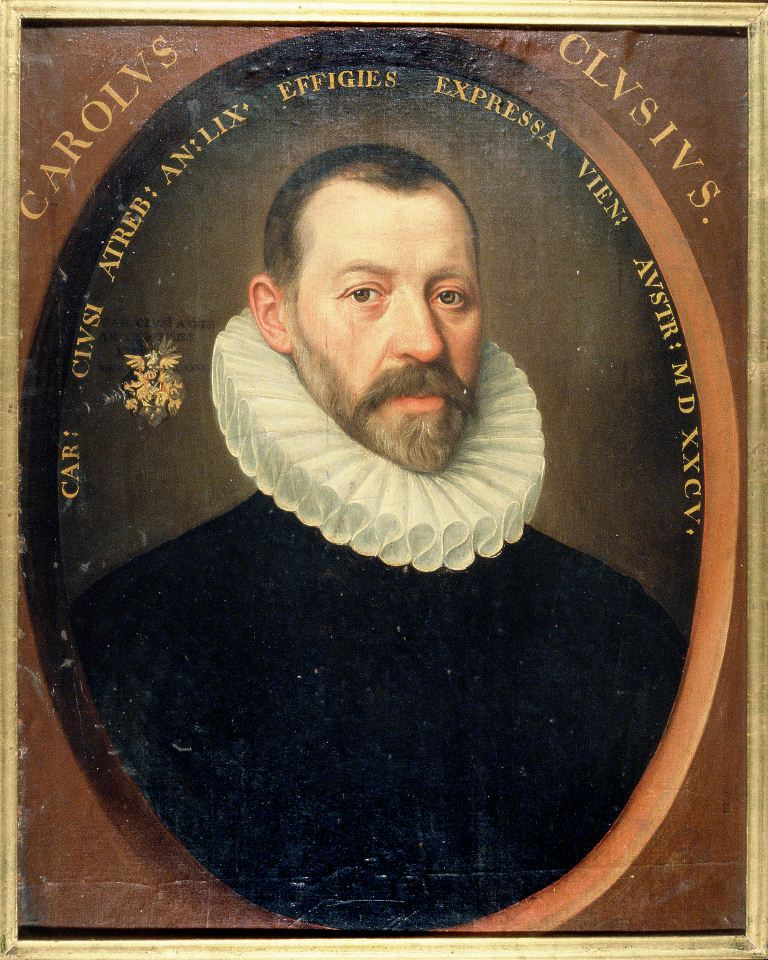

شارل دو لکلوز (به فرانسوی: Charles de L'Écluse)(۱۹ فوریه ۱۵۲۶ و درگذشته ۴ آوریل ۱۶۰۹)، همچنین معروف با نام لاتین کارلوس کلوسیوس (به لاتین: Carolus Clusius)، گیاه‌شناس و مترجم اهل فرانسه بود. او در سال ۱۵۹۳ میلادی در دانشگاه لیدن به رتبه پروفسوری رسید. او یکی از برترین دانشمندان هنر پرورش گل و میوه و سبزیجات، گل‌پروری، سبزی‌کاری، باغبانی در قرن ۱۶ میلادی بود.